# Hypamblys dejongi
Hypamblys dejongi là một loài tò vò trong họ Ichneumonidae.